# Pristomyrmex erythropus
Pristomyrmex erythropus é uma espécie de formiga do gênero Pristomyrmex, pertencente à subfamília Myrmicinae.